# Lady Gaga Presents the Monster Ball Tour: At Madison Square Garden
Lady Gaga Presents: The Monster Ball Tour At Madison Square Garden foi um especial feito pelo canal por assinatura HBO que mostra o show da cantora e compositora Lady Gaga no Madison Square Garden, em Nova York. O especial pretendia mostrar, além do concerto, os bastidores da turnê e mostra até uma cena em que Gaga está falando com seu maquiador sobre o passado. Lançado a 21 de novembro de 2011 em DVD e Blu-ray.

## Horário do Especial
O horário do especial nos Estados Unidos foi às 21:00 horas (ou, para os estadunidenses, 9:00 p.m.) e no Brasil, às 22:00 horas da noite.
Vários fãs do mundo inteiro puderam assistir o especial através da internet, não tendo a mesma qualidade da TV por assinatura.

### Especial na HBO Brasil
Uma semana depois do especial nos Estados Unidos, a HBO Brasil mostrou o especial para os brasileiros, sendo que tudo que Gaga falava, era legendado.

## Músicas
- "Gaga talking with the you makeup artist (Video introduction)"

| Bloco I: New York City |                          |                                  |         |  |
| N.º                    | Título                   | Compositor(es)                   | Duração |  |
| 1.                     | "Dance In The Dark"      | Lady Gaga, Fernando Garibay      | 2:33    |  |
| 2.                     | "Glitter and Grease"     | Lady Gaga, Rob Fusari            | 2:37    |  |
| 3.                     | "Just Dance"             | Lady Gaga, RedOne, Aliaune Thiam | 4:22    |  |
| 4.                     | "Beautiful, Dirty, Rich" | Lady Gaga, Fusari                | 4:21    |  |
| 5.                     | "The Fame"               | Lady Gaga, Martin Kierszenbaum   | 4:15    |  |

- "Puke Film (Video interlude)"

| Bloco II: New York City Subway |                        |                                                                        |         |  |
| N.º                            | Título                 | Compositor(es)                                                         | Duração |  |
| 6.                             | "LoveGame"             | Lady Gaga, RedOne                                                      | 10:41   |  |
| 7.                             | "Boys Boys Boys"       | Lady Gaga, RedOne                                                      | 3:18    |  |
| 8.                             | "Money Honey"          | Lady Gaga, RedOne, Bilal Hajji                                         | 3:16    |  |
| 9.                             | "Telephone"            | Lady Gaga, Rodney Jerkins, LaShawn Daniels, Lazonate Franklin, Beyoncé | 6:34    |  |
| 10.                            | "Speechless"           | Lady Gaga                                                              | 6:16    |  |
| 11.                            | "Yoü and I"            | Lady Gaga                                                              | 9:24    |  |
| 12.                            | "So Happy I Could Die" | Lady Gaga, RedOne, Space Cowboy                                        | 4:44    |  |
| 13.                            | "Monster"              | Lady Gaga, RedOne, Space Cowboy                                        | 6:37    |  |

- "Antler Film (Video interlude)"

| Bloco III: Central Park |              |                       |         |  |
| N.º                     | Título       | Compositor(es)        | Duração |  |
| 14.                     | "Teeth"      | Lady Gaga, Taja Riley | 9:42    |  |
| 15.                     | "Alejandro"  | Lady Gaga, RedOne     | 5:25    |  |
| 16.                     | "Poker Face" | Lady Gaga, RedOne     | 3:56    |  |

- "Apocalyptic Film (Video interlude)"

| Act IV: The Monster Ball |                 |                          |         |  |
| N.º                      | Título          | Compositor(es)           | Duração |  |
| 17.                      | "Paparazzi"     | Lady Gaga, Fusari        | 6:31    |  |
| 18.                      | "Bad Romance"   | Lady Gaga, RedOne        | 6:22    |  |
| 19.                      | "Born This Way" | Lady Gaga, Jeppe Laursen | 9:00    |  |